# José Luiz Fiorin
José Luiz Fiorin (Birigui, 3 de outubro de 1947) é um linguista, pesquisador e professor universitário brasileiro.
Conhecido por suas pesquisas em pragmática, semiótica e análise do discurso, é considerado um dos linguistas brasileiros mais produtivos na atualidade. É professor do Departamento de Linguística da Faculdade de Filosofia, Letras e Ciências Humanas da Universidade de São Paulo.
É dedicado aos seguintes temas: enunciação, estratégias discursivas, constituição do sentido do discurso e do texto, produção dos discursos sociais verbais.
Seu livro Elementos de análise do discurso é considerada um “manual de manuais”, devido diversas peculiaridades: primeiro manual de semiótica para um público não somente universitário; não se limita no ensino da semiótica, abrange a semântica discursivas lato sensu dentro da teoria do discurso; o nível narrativo é apresentado a serviço do nível discursivo; rejeita as ideias elitistas e superficiais de antologia e enfeite retórico no ensino da língua e literatura; exemplificação é erudita e popular; caráter modelar e prototípico.

## Biografia
Fiorin é natural de Birigui, cidade do interior de São Paulo. É graduado em Letras pela Faculdade de Filosofia Ciências e Letras de Penápolis (São Paulo, 1970), em seguida lecionou em Penápolis, Piacatu, Birigui, Roteiro (ensinou português a imigrantes japoneses), Guaraçaí e São Paulo.
Após ser transferido, por concurso, para São Paulo, defendeu mestrado (1980) e doutorado em lingüística na Universidade de São Paulo (USP) (1983). Entre 1980 e 1987, lecionou em Araraquara na Faculdade de Ciências e Letras da Universidade Estadual Paulista (UNESP). Fez pós-doutorado na Escola de Estudos Avançados em Ciências Sociais (do francês: "École de Hautes Etudes en Sciences Sociales", Paris, França - 1983-1984) e na Universidade de Bucareste, (Bucareste, Romênia, 1991-1992), onde neste período também lecionou português. Atualmente é Professor Associado do Departamento de Linguística da Universidade de São Paulo.
Tem grande participação em órgãos públicos, sendo: ex-representante de Letras e Linguística da Coordenação de Aperfeiçoamento de Pessoal de Nível Superior - Capes (1995-1999); ex-membro do Conselho Deliberativo do Conselho Nacional de Desenvolvimento Científico e Tecnológico - CNPq (2000-2004); representante da área de Letras e Linguística da Fundação de Apoio à Pesquisa de São Paulo - FAPESP; membro do Conselho deliberativo da Associação Brasileira de Linguística - ABRALIN; membro do Conselho deliberativo do Grupos de Estudos Linguísticos de São Paulo - GEL, e; membro do Conselho Deliberativo da Associação Nacional de Pós-Graduação e Pesquisa em Letras e Linguística - ANPPOLL.
Tem experiência na área de Lingüística, com ênfase em Teoria e Análise Lingüística, atuando principalmente nos seguintes temas: enunciação, estratégias discursivas, procedimentos de constituição do sentido do discurso e do texto, produção dos discursos sociais verbais.

## Publicações
Além de artigos e capítulos de livros, publicou diversas obras, entre elas:
- 2017
  - Sémiotique et histoire. NOUVEAUX ACTES SÉMIOTIQUES (EN LIGNE) , v. 120, p. 7-15.
  - Itinerário intelectual de Greimas: o percurso da estrutura. ESTUDOS SEMIÓTICOS (USP) , v. 13, p. 13-18.
  - Uma teoria da enunciação: Benveniste e Greimas. Gragoatá (UFF) , v. 22, p. 970-985.
  - Two concepts of enunciation. SEMIOTICA (ONLINE) , v. 219, p. 257-271.
  - Novos caminhos da Linguística. 1. ed. São Paulo: Contexto, v. 1. 240p.

- 2016
  - Identidade nacional e exclusão racial. Cadernos de Estudos Linguísticos (UNICAMP) , v. 58, p. 63-75.
  - A propos des concepts de débrayage et d'embrayage: les rapports entre la sémiotique et la linguistique. Nouveaux Actes Sémiotiques (En Ligne) , v. 119, p. 1-16.
  - As astúcias da enunciação. As categorias de pessoa, espaço e tempo. 3. ed. São Paulo: Contexto, v. 1. 318p.[5][10]
  - Introdução ao pensamento de Bakhtin. 2. ed. São Paulo: Contexto, v. 1. 160p.[5]

- 2015
  - Linguística? Que é isso?. 1/1. ed. São Paulo: Contexto, v. 1. 206p.
  - Argumentação. 1. ed. São Paulo: Contexto, v. 1. 272p.;[14][15]

- 2014
  - Língua, modernidade e tradição. Revista Diversitas , v. 2, p. 61-95.
  - Argumentation and discourse. Bakhtiniana: Revista de Estudos do Discurso , v. 9, p. 54-74.
  - Língua e História em Saussure. Matraga (Rio de Janeiro) , v. 21, p. 54-72.
  - Introdução à Lingüística II. Princípios de análise. 5/2. ed. São Paulo: Contexto. v. 1. 264p .
  - Figuras de retórica. 1. ed. São Paulo: Contexto. v. 1. 206p .
  - Elementos de análise do discurso. 15. ed. São Paulo: Contexto/EDUSP. v. 1. 94p .

- 2013
  - Língua, identidades e fronteiras. Revista Diversitas , v. 1, p. 147-164.
  - Saussure: a invenção da Linguística. 1. ed. São Paulo: Contexto, 2013. v. 1. 174p .

- 2012
  - Introdução à Lingüística I. Objetos teóricos. 6/2. ed. São Paulo: Contexto, v. 1. 226p .
  - Em busca do sentido: estudos discursivos. 2. ed. São Paulo: Contexto, v. 1. 192p.[5][10]

- 2011
  - Semiótica e História. Cadernos de Letras da UFF , v. 42, p. 15-34.
  - Linguagem: atividade constitutiva: teoria e poesia. 1. ed. São Paulo: Parábola. v. 1. 184p .

- 2010
  - Le modèle explicatif de l'autodescription de la culture brésilienne. TEXTURES , v. 21, p. 239-248.
  - L'acord sur l'orthographe: une question de politique linguistique. Synergies Brésil , v. 2010/1, p. 59-68.
  - Língua Portuguesa, identidade nacional e lusofonia. Confluência (Rio de Janeiro) , v. 33/34, p. 53-67.

- 2009
  - Língua, discurso e política. Alea. Estudos Neolatinos , v. 11, p. 148-165, 2009.
  - O acordo ortográfico: uma questão de política lingüística. Veredas (UFJF. Online) , v. 24, p. 07-19, 2009.
  - A construção da identidade nacional brasileira. Bakhtiniana: Revista de Estudos do Discurso , v. 1, p. 115-126, 2009.

- 2008
  - A internet vai acabar com a língua portuguesa?. Texto Livre , v. 1, p. 1-8.
  - A linguagem politicamente correta. Linguasagem (São Paulo) , v. 1, p. 1-4.
  - Linguagem e interdisciplinaridade. Alea. Estudos Neolatinos , v. 10, p. 29-53.
  - O acordo ortográfico: uma questão de política linguística. Linguasagem (São Paulo) , v. 4, p. 13.
  - Semiótica e paixão. Eutomia (Recife) , v. 2, p. 58-67.
  - A crise da representação e o contrato de veridicção no romance. Revista do GEL (Araraquara) , v. 5, p. 197-218.
  - África no Brasil;[16]

- 2007
  - Semiótica das paixões: o ressentimento. Alfa (ILCSE/UNESP) , v. 51, p. 9-22.
  - Paixões, afetos, emoções, sentimentos. CASA. Cadernos de Semiótica Aplicada , v. 5, p. 1-15.
  - O sujeito na semiótica narrativa e discursiva. Todas as Letras (São Paulo) , v. 9, p. 24-31.
  - Semiótica e retórica. Gragoatá (UFF) , v. 23, p. 9-26.
  - Internacionalização da produção científica: a publicação de trabalhos de Ciências Humanas e Sociais em periódicos internacionais. RBPG. Revista Brasileira de Pós-Graduação , v. 4, p. 263-281.
  - Sujeito, ética e história. Fragmentum (UFSM) , v. 11, p. 11-37.
  - Para entender o texto: leitura e redação. 22. ed. São Paulo: Ática, 2007. v. 1. 432p .

- 2006
  - FIORIN, J. L. ; ROSSINI, R. E. ; GUIMARÃES, E. J. ; LOBATO, L. . Análise da área de Lingüística, Letras e Artes. ** ComCiência (UNICAMP) , v. 26, p. 51-65.
  - Enunciação e Semiótica. Letras (Santa Maria) , v. 33, p. 69-97.
  - A criação dos cursos de Letras no Brasil e as primeiras orientações da pesquisa lingüística universitária. Línguas & Letras (UNIOESTE) , v. 7, p. 11-25.

- 2005
  - Relaciones entre sistemas en el interior de la semiosfera. Entretextos (Granada) , Granada, v. 6, p. 1-35.

- 2004
  - O ensino da produção textual: a questão da coerência. Práxis (Rolim de Moura) , Cacoal - RO, v. 4, p. 75-92.
  - Lingüística e pedagogia da leitura. Scripta (PUCMG) , Belo Horizonte, v. 7, n.14, p. 107-117.
  - O pathos do enunciatário. Alfa (ILCSE/UNESP) , São Paulo, v. 48, n.2, p. 69-78.
  - O contrato de veridicção no romance. Perfiles Semióticos , Mérida, v. 1, p. 137-152.
  - Semiótica e comunicação. Galáxia (PUCSP) , São Paulo, v. 8, p. 13-30.
  - Gramática e interpretação de textos. 1. ed. São Paulo: Anglo, 2004. v. 1. 248p .

- 2003
  - O projeto hjelmsleviano e a semiótica francesa. Galáxia (PUCSP) , São Paulo, v. 5, p. 19-52.
  - Revista Alfa: um texto da cultura linguística brasileira. Alfa (ILCSE/UNESP) , São Paulo, v. 46, p. 7-14.
  - Três questões sobre a relação entre expressão e conteúdo. Itinerários (UNESP) , Araraquara, v. 1, p. 77-89.
  - Lições de texto: suplemento do professor. 1. ed. São Paulo: Ática, 2003. v. 1. 88p .

- 2002
  - Esboço da história do desenvolvimento da Semiótica francesa. Cadernos de Estudos Lingüísticos (UNICAMP) , Campinas, v. 42, p. 131-146.
  - Política lingüística no Brasil. Gragoatá (UFF) , Niterói, v. 9, p. 221-231.
  - Modalização: da língua ao discurso. Alfa (ILCSE/UNESP) , São Paulo, v. 44, p. 171-192.

- 2000
  - Considerações em torno do projeto de lei de defesa, proteção, promoção e uso do idioma apresentado à Câmara dos Deputados pelo deputado Aldo Rebelo. Boletim da Alab, Porto Alegre, v. 4, p. 62-75.
  - Fruição artística e catarse. Letras, Santa Maria, v. 20, p. 11-38.
  - Considerações em torno do projeto de lei de defesa, proteção, promoção e uso do idioma. ABRALIN (Curitiba) , Fortaleza, v. 25, p. 107-119.
  - Letras e Lingüística no Nordeste: por que e para quê?. Revista do GELNE (UFC) , Fortaleza, v. 2, p. 12-16.
  - A estilística na tradição de Língua Portuguesa e os enfoques discursivos atuais. Caplletra (Valencia) , Barcelona, v. 29, p. 37-52.
  - Sociosemiotica del quotidiano. 1. ed. Turim: Testo & Imagine, 2000. v. 1. 305p .

- 1999
  - Sendas e veredas da Semiótica narrativa e discursiva. DELTA. Documentação de Estudos em Lingüística Teórica e Aplicada , São Paulo, v. 15, n.1, p. 177-207.
  - Para uma história dos manuais de Português: pontos para uma reflexão. Scripta (PUCMG) , Belo Horizonte, v. 2, p. 151-161.
  - Desafios e perspectivas da pesquisa em Letras e Lingüística na construção do Mercosul. ABRALIN (Curitiba) , Fortaleza, v. 24, p. 9-29.

- 1998
  - Reflexões para o estabelecimento de uma política para as Humanidades. Revista da ANPOLL , São Paulo, v. 4, p. 301-321.
  - Temps: entre la langue et le discours. Linx (Nanterre) , Paris, v. esp., p. 121-148.
  - A contribuição dos programas de pós-graduação em Letras e Lingüística para a melhoria dos cursos de graduação. ABRALIN (Curitiba) , Florianópolis, v. 22, p. 7-19.

- 1997
  - Teorias do discurso e ensino da leitura e da redação. Gragoatá (UFF) , Niterói, v. 2, p. 5-27.
  - O gosto da gente; o gosto das coisas. Abordagem semiótica. 1. ed. São Paulo: EDUC, 1997. v. 1. 314p.
  - Também é bonito! Sobre o aspecto terminativo do gosto. São Paulo: EDUC. (Tradução).
  - Degustação do vinho e semiotica do gosto. São Paulo: EDUC (Tradução).
  - Diário de um bebedor de cerveja. São Paulo: EDUC (Tradução).

- 1996
  - A pessoa desdobrada. Alfa. Revista de Lingüística, São Paulo, v. 5, n.39, p. 23-44.
  - Lições de texto: leitura e redação. 1. ed. São Paulo: Ática, 1996. v. 1. 434p.[5]

- 1995
  - A noção de texto em Semiótica. Organon, Porto Alegre, v. 9, n.23, p. 163-173.
  - Manual de Português. 1. ed. Brasília: FUNAG, 1995. v. 1. 328p .

- 1994
  - Preconceito e separatismo. Boletim da Associação Brasileira de Lingüística, Salvador, v. 15, p. 217-222.
  - A Pessoa subvertida. Língua e Literatura, São Paulo, v. 21, p. 77-107.
  - Dialogismo, polifonia e intertextualidade. 1. ed. São Paulo: EDUSP, 1994. v. 1.

- 1992
  - Algumas considerações sobre o medo e a vergonha. Cruzeiro Semiótico, Porto, v. 16, p. 55-63.
  - La cuestión de la lectura. Puro Cuento, Buenos Aires, v. 35, p. 32-33.

- 1991
  - Fundamentos teóricos para o ensino da leitura. Letras, Santa Maria, v. 2, p. 15-26.
  - Língua, discurso e interação. ABRALIN (Curitiba) , Campinas, v. 12, p. 151-157.
  - Sobre a tipologia dos discursos. ABRALIN (Curitiba) , Campinas, v. 10, p. 139-145.
  - Português: interpretação de texto. 1. ed. Anglo: São Paulo, 1991. v. 1. 78p .
  - Índice de autores. Volumes I a XX. Anais de Seminários do GEL. 1. ed. São Paulo: USP, 1991. v. 1. 112p.
  - Semiótica e filosofia da linguagem. São Paulo: Ática (Tradução).

- 1990
  - O discurso de Antônio Conselheiro sobre a República. Pro-Posições (Unicamp) , Campinas, v. 3, p. 82-88, 1990.
  - Sobre a tipologia dos discuros. Significação Revista Brasileira de Lingüística, Araraquara, v. 8/9, p. 91-98, 1990.
  - Tendências da análise do discurso. Cadernos de Estudos Lingüísticos (UNICAMP) , Campinas, v. 19, p. 173-179, 1990.
  - Dicionários gramatical de verbos do português contemporâneo do Brasil. 1. ed. São Paulo: Editora da UNESP, 1990. v. 1. 1374p.

- 1988
  - As figuras de pensamento: estratégia do enunciador para persuadir o enunciatário. Alfa (ILCSE/UNESP) , São Paulo, v. 32, p. 53-67, 1988.
  - O regime de 1964: discurso e ideologia. 1. ed. São Paulo: Atual, 1988. v. 1. 158p.[5][6]
  - Linguagem e Ideologia. 1. ed. São Paulo: Ática, 1988. v. 1. 88p.[6]

- 1987
  - Linguagem e ideologia: à procura da História perdida. Linguagens Revista da Regional Sul da Associação Brasileira de Semiótica, Porto Alegre, v. 2, p. 23-38.
  - Millôr e a destruição da fábula. Alfa (ILCSE/UNESP) , São Paulo, v. 30/31, p. 85-94.
  - Cursos de Letras: um balanço no 10º aniversário da UNESP. Alfa (ILCSE/UNESP) , São Paulo, v. 30/31, p. 1-10.
  - Semiótica da Literatura. Paris: GRSL/EHESS/CNRS, (Resenha).
  - Semiótica plástica e linguagem publicitária. São Paulo: Significação. Revista Brasileira de Semiótica (Tradução/Artigo).

- 1986
  - Semiótica da cultura. Caderno de Textos, João Pessoa, v. 2, p. 21-29.[6]

- 1985
  - Semiótica em marcha. Significação Revista Brasileira de Semiótica, Araraquara, v. 5, p. 2-14, 1985.

- 1984
  - A inauguração da inocência. Uma estratégia do discurso do poder: a alteraçào do algoritmo narrativo. Significação Revista Brasileira de Semiótica, Araraquara, v. 4, p. 70-80, 1984.

- 1980
  - O discurso de Antônio Conselheiro. Religião & Sociedade , São Paulo, v. 5, p. 95-129, 1980.

## Palestras
José Fiorin participou ativamente em palestras:
- 2018
  - Fazer linguística é fazer política?.
  - Retórica e linguística.
  - A difusão do português no Brasil.
  - Linguística e retórica.

- 2017
  - Para que serve um Curso de Letras?.
  - O fazer político da semiótica.
  - Uma teoria da enunciação: Benveniste e Greimas.
  - Itinerário intelectual de Greimas: o percurso da estrutura.
  - Para que serve um Curso de Letras?.
  - Princípios e conceitos inovadores no ensino e apredizagem de língua portuguesa.
  - Argumentação e retórica.
  - O mistério e a epifania da palavra: o papel da linguagem verbal na sociedade.
  - Ciências da linguagem: questões epistemológicas, éticas, sociais e políticas.
  - O papel da linguagem na vida dos seres humanos.
  - Enunciação, discurso e estilo.
  - O percurso intelectual de Greimas: por que ele abandonou a lexicologia?.
  - Identidade nacional e exclusão racial.
  - Para que serve um curso de Letras?.

- 2016
  - Para que serve um Curso de Letras?.
  - História e Discurso.
  - Lusofonia e política linguística.
  - Identidade lusófona.
  - História e estrutura em Saussure.
  - Problemas e desafios no ensino de Português.
  - Para que serve mesmo um Curso de Letras?.
  - Semissimbolismo e figuras de retórica.
  - Valores e estrutura argumentativa nos campos discursivos político e religioso: a sacralização da política.
  - Saussure e a linguística brasileira.
  - Estrutura e História em Saussure.
  - Diferentes olhares na formação docente no ensino e aprendizagem de língua materna.
  - Para que serve um curso de Letras?.
  - Discurso, estrutura e história.
  - Problemas e desafios do ensino de Língua Portuguesa.
  - Língua Portuguesa e identidade nacional.
  - Identidade nacional e exclusão social.

- 2015
  - Enunciação e argumentação.
  - Estrutura e História em Hjelmslev.
  - Desafios e perspectivas da área de Letras na atualidade.
  - Para que serve um Curso de Letras?.
  - Língua e história em Saussure.
  - Linguística e Retórica.
  - Argumentação.
  - Para que serve um Curso de Letras?.
  - A carnavalização em Bakhtin.
  - Enunciação e discurso: o contrato de veridicção.
  - Discurso e estilo.
  - Saussure ontem e hoje.
  - Crises da leitura: mito e realidade.
  - Ordem e transgressão na linguagem.

- 2014
  - Conhecimento e leitura no século XXI.
  - Para que serve o professor?.
  - Política Linguística, Multilinguismo e Liberdade.
  - Por que ler Saussure ainda hoje?.
  - Ensino de Língua Portugujesa e seus desafios na contemporaneidade.
  - Interdisciplinaridade, muldisciplinaridade e transdisciplinaridade na Linguística.
  - Para que serve mesmo um Curso de Letras?.
  - Linguagerm e poder.
  - O conceito de sincretismo e a questão das linguagens sincréticas.
  - Semiótica e argumentação.
  - Enunciação e Figuras de Retórica.
  - Relações entre linguagem e história na Semiótica.
  - Convenções e ousadias da linguagem.
  - Desafios para que a escrita seja legível.
  - Discurso, língua e poder.
  - Relação entre Semiótica e História.

- 2013
  - Interdisciplinaridade e Ciência da Linguagem.
  - Multidisciplinaridade e interdisciplinaridade nos estudos da linguagem.
  - Multidisciplinaridade, interdisciplinaridade e transdisciplinaridade na formação de mestres e doutores.
  - Para que serve um Curso de Letras.
  - Gramática narrativa.
  - Língua, modernidade e tradição.
  - Estudos do discurso na Pós-graduação brasileira.
  - Enunciação e heteronímia.
  - Linguística, Retórica e ensino de língua materna.
  - A sacralização da política.
  - Para que serve o Curso de Letras?.
  - A Língua Portuguesa no Brasil: identidade, poder, exclusão.
  - Semiótica discursiva: bases epistemológicas e perspectivas atuais.
  - Perspectivas e desafios do Curso de Letras.
  - Enunciação e Retórica.
  - Saussure e a semântica estrutural.
  - A herança saussuriana: a semântica estrutural.
  - Enunciação e figuras de retórica.
  - O projeto semiólógico saussuriano.
  - Problemas e princípios da Análise do Discurso.
  - Multidisciplinaridade, interdisciplinaridade e transdisciplinaridade em Linguística.
  - Problemas e desafios dos cursos de Letras.
  - Para que serve um curso de Letras?.
  - Semiótica e Retórica.
  - Enunciação e efeitos de sentido.
  - Para que servem os cursos de Letras?.

- 2012
  - Multidisciplinaridade, interdisciplinaridade e transdisciplinaridade na pesquisa e no ensino.
  - Multidisciplinaridade, interdisciplinaridade e transdisciplinaridade na formação de mestres e doutores.
  - Metodologia de pesquisa na área de Letras.
  - Para que serve o Curso de Linguística?.
  - Autodescrição da cultura brasileira: tolerância e intolerância.
  - As relações de poder entre as línguas.
  - A multidisciplinaridade nos estudos de Letras.
  - Linguagem, discurso e poder.
  - Linguística e interdisciplinaridade.
  - Língua, discurso e poder.
  - Problemas e desafios do ensino de Português.
  - Análise do filme Língua: vidas em Português. 2012. (apresentação/Outra).
  - Problemas e desafios do ensino de Português.
  - Postulados para uma análise dialógica do discurso; a heteronímia em Fernando Pessoa.
  - A dimensão figurativa da retórica.
  - A multiplicação dos éthe: a questão da heteronímia.
  - Retórica e Linguística.
  - Dimensão política da análise semiótica.
  - Desafios atuais do ensino de Língua Portuguesa.
  - Texto e discurso: questões e perspectivas no ensino.
  - História da relação entre Linguística e Literatura no Brasil.
  - Problemas e desafios do ensino de Português.
  - Multidisciplinaridade e interdisciplinaridade em Linguística.
  - A sacralização do discurso político.
  - Semiótica e História.
  - Leitura: a escola ensina?.
  - Língua e identidade nacional.
  - Interdisciplinaridade e multidisciplinaridade em Linguística.

- 2011
  - Multilinguismo e liberdade.
  - Enunciação e ensino.
  - Problemas e desafios do ensino de Língua Portuguesa.
  - Em busca do mistério e da epifania da palavra.
  - Rumos da pesquisa em estudos da linguagem.
  - Problemas e desafios do Curso de Letras.
  - O que ensinar na escola? É possível levar a Linguística para além dos muros da Academia?.
  - Linguagem e História.
  - Interdiscurso e dialogismo.
  - Semiótica e História.
  - A importância do Curso de Letras.
  - Língua, discurso e política.
  - Um valor positivo no discurso sobre a pesquisa: multidisciplinaridade, interdisciplinaridade e transdisciplinaridade.
  - Linguagem, discurso e poder.
  - Multidisciplinaridade, interdisciplinaridade e transdisciplinaridade nos Estudos Linguísticos.
  - Para que serve o Curso de Letras?.
  - Paisagens linguísticas de São Paulo.
  - A sacralização da política: identidades de enunciadores políticos.
  - Multidisciplinaridade, interdisciplinaridade e transdisciplinaridade na formação de mestres e doutores.
  - Discurso, memória e identidade nacional.
  - A sacralização da política: as relações entre campos discursivos.
  - A identidade nacional brasileira.
  - O texto: construção e efeitos de sentido.
  - Linguagem e poder.

- 2010
  - Língua, discurso e política.
  - Curso de Letras: problemas, desafios e perspectivas.
  - Linguagem e interdisciplinaridade.
  - Curso de Letras: à procura do mistério e da epifania da linguagem.
  - Enunciação e comunicação.
  - Políticas linguísticas e identidade nacional.
  - Brasis: questões de identidade e de estilo de vida nacional.
  - Enunciação e construção do sentido.
  - Linguagem, discurso e poder.
  - Língua, discurso e poder.
  - Língua, discurso e política.
  - Operações enunciativas: debreagem, embreagem e convocação.
  - Linguística e Literatura: história de uma relação.
  - O discurso da identidade nacional brasileira.
  - Relações entre Linguística e Literatura: história e perspectivas.
  - O acordo de unificação ortográfica: uma questão de política linguística.
  - Em busca do mistério e da epifania da palavra.
  - Enunciação, dialogismo e argumentação.
  - Categorias de análise em Bakhtin.
  - Linguística e Literatura: encontros e desencontros.
  - O ensino de Língua Portuguesa: problemas e desafios.
  - Linguística e interdisciplinaridade: as relações entre Linguística e Literatura.
  - Língua, discurso e política.
  - Semiótica e História.
  - Problemas e desafios do ensino de Português.
  - Curso de Letras e o ensino de Português: problemas e desafios.
  - Currículo do Curso de Letras.
  - Identidade de torcedores do clubes de futebol no Brasil.
  - Da linguística da frase à linguística do discurso.
  - Políticas da CPLP para a difusão transnacional do Português.
  - Práxis enunciativa.

- 2009
  - O gênero na perspectiva bakhtiniana.
  - Língua Portuguesa, identidade nacional e lusofonia.
  - Problemas e desafios do ensino do português nos níveis fundamental e médio.
  - A reforma ortográfica.
  - A pós-graduação em Letras.
  - Língua e identidade nacional.
  - Aspectos linguísticos e políticos do acordo ortográfico.
  - Os estudos enunciativos na Semiótica Francesa.
  - Linguística e interdisciplinaridade.
  - O currículo de Letras: problemas e desafios.
  - Les ortographes portugaise et française: entre le linguistique et le politique.
  - Duas línguas, uma paixão: as retificações ortográficas do português e do francês.
  - Interdisciplinaridade, multidisciplinaridade e transdisciplinaridade em Lingüística.
  - Perspectivas da Semiótica Narrativa e Discursiva para o ensino da leitura e da escrita. 2009. (apresentação).
  - Língua, discurso e política.
  - Problemas e desafios do ensino de língua.
  - Da fala à escrita.
  - O curso de Letras e os problemas e desafios do ensino de Português.
  - A apropriação dos discursos sociais: a práxis enunciativa. 2009. (apresentação).
  - Língua Portuguesa e identidade nacional brasileira.
  - Semiótica e História.
  - Problemas e desafios do ensino de Língua Portuguesa.

- 2008
  - No princípio era o verbo...
  - Discurso, estrutura e história.
  - Um estudo da obra de Maria Helena de Moura Neves.
  - Acordo ortográfico: uma questão política e lingüística.
  - O acordo ortográfico.
  - Desafios e problemas do ensino de Português.
  - Língua e identidade nacional.
  - Discurso e História.
  - Discurso, estrutura e história.
  - Desafios e problemas no ensino de Língua Portuguesa.
  - Categorias da enunciação na mídia.
  - Discurso e História.
  - Discurso e História.
  - A língua portuguesa nacional: reforma ortográfica.
  - Desafios e problemas da Pós-graduação em Letras.
  - Problemas e desafios do Ensino de Língua Portuguesa.
  - Desafios do ensino de Português.
  - Aspectos políticos do acordo ortográfico.

- 2007
  - Hjelmslev: a fundação de uma lingüística do discurso.
  - Debatedor do simpósio "Contribuições bakhtinianas para a leitura do verbo-visual". 2007. (apresentação/Simpósio).
  - Aspecto verbal: uma perspectiva discursiva.
  - Semiótica e Saussure.
  - Os diferentes tipos de texto.
  - A imagem da língua portuguesa no discurso literário brasileiro.
  - Avaliando a Pós-graduação.
  - A diversidade da pesquisa e as políticas das agências de fomento. 2007. (apresentação).
  - Discurso, estrutura e História.
  - Semiótica e Propp.
  - Problemas e desafios do ensino de Português.
  - Autodescrição da cultura brasileira e a relação do português com outras línguas em nosso espaço cultural: triagem ou  mistura?.
  - Problemas e desafios do ensino de Português.
  - Discurso e História.
  - Avaliação e pesquisa em Letras e Lingüística.
  - Problemas e desafios do ensino de Português.
  - Consciência e linguagem.
  - Dialogismo em Bakhtin.
  - Bakhtin e a concepção dialógica da linguagem.
  - Discurso e História.

- 2006
  - O problema da enunciação na Semiótica.
  - Análise de dados em pesquisa qualitativa.
  - Lingüística e ensino de Português.
  - Mistério e epifania da linguagem.
  - Diversidade na cultura brasileira.
  - Texto, estrutura e História.
  - As estruturas discursivas: aspectualização.
  - A Semiótica no Brasil: trajetória e perspectivas.
  - Linguagem, construção social e interdisciplinaridade.
  - O papel da Lingüística no Curso de Letras.
  - Políticas públicas para a melhoria da educação básica.
  - Teoria dos signos.
  - Afinal, para que servem as Letras.
  - Discurso, memória e história.
  - Fórum de debates: Estrutura, organização e funcionamento discursivos e textuais. 2006. (apresentação/Outra).
  - Problemas e desafios do ensino de Português.
  - Problemas e desafios do ensino de português.
  - A identidade da língua portuguesa falada no Brasil.
  - Discurso, cultura e identidade.
  - Uma concepção para a Biblioteca Virtual da Comunidade dos Países de Língua Portuguesa. 2006. (apresentação).
  - Sincretismo na Teoria Semiótica.

- 2005
  - Os atores da enunciação: éthos e páthos.
  - Para que serve o formado em Letras?.
  - O papel do professor de Letras.
  - A formação do profissional em Letras.
  - O papel do leitor na produção do texto.
  - Cursos de Letras: problemas e desafios na atualidade.
  - Semiótica e Retórica.
  - Origem do conceito de sincretismo em Semiótica.
  - Processos de construção do discurso nas múltiplas linguagens: a metáfora e a metonímia.
  - Semiótica e Retórica.
  - Semiótica e Ensino de Português.
  - A importância do Curso de Letras.
  - Texto, leitura e contexto.
  - Texto, contexto e leitor.
  - Ensino da Língua Materna.
  - Afinal, para que servem as Letras?.
  - O papel das Letras no cenário brasileiro.

- 2004
  - Simulacro do enunciador e recursos de argumentação.
  - 70 anos de Curso de Letras na Faculdade de Filosofia.
  - Lingüística e ensino do Português.
  - Enunciação e meios de comunicação de massa.
  - Linguagem, meios de comunicação e cidadania.
  - A identidade da Língua Portuguesa falada no Brasil.
  - Práticas de leitura.
  - Enunciação: atores, espaco e tempo.
  - Ethos e pathos dos atores da enunciação.
  - O papel do professor de Português.
  - A circulação do discurso:o problema da eficácia discursiva.
  - Texto, múltiplas vozes e estilo.
  - A leitura do texto literário e o desassossego do leitor.
  - Semiótica e Retórica.
  - O tempo e seus efeitos de sentido no texto.
  - Procedimento metafórico e metonímico de construção de textos.
  - O papel do lingüista na sociedade.
  - Uma concepção discursiva de estilo.
  - Entre Lingüística e Literatura: o estilo e o ethos do enunciador.

- 2003
  - Avaliação e modelos para a Pós-graduação brasileira.
  - Língua e soberania.
  - As categorias da enunciação e a produção de sentido.
  - Sincretismo em Hjelmslev.
  - A semiótica de Greimas e o projeto hjelmsleviano.
  - Prolegômenos ao perfil da área de Letras e Lingüística.
  - Política lingüística, estrangeirismos e soberania.
  - A formação de professores para o ensino da leitura.
  - Afinal, para que servem as Letras?.
  - Semiótica, imaginário e literatura.
  - Língua e literatura: questões de estilo.
  - Metáfora e metonímia: dois processos de construção do discurso.
  - Discurso e estilo.
  - Novos paradigmas para a Pós-graduação brasileira.
  - Exigências atuais do livro didático.
  - Para uma concepção discursiva de estilo.
  - Lingüística e ensino do Português.

- 2002
  - Ensino de Língua Portuguesa: princípio e valores.
  - Temps et temporalisation dans la Sémiotique française.
  - Lingüística e sociedade: o teste PISA e o ensino de Português.
  - Linguagem e linguagens.
  - As astúcias da enunciação.
  - Linguagem e visão de mundo.
  - Entre a Lingüística e a Literatura: a questão do ethos do enunciador.
  - Ethos e organização do discurso.
  - A questão da Lingüística e o ensino de Português.
  - O problema do ethos do enunciador.
  - A enunciação e suas projeções no enunciado.
  - Novos rumos do ensino de Língua Portuguesa.

- 2001
  - O preconceito lingüístico. 2001. (apresentação).
  - As astúcias da enunciação.
  - Proficiência em Língua Portuguesa no ensino superior: problemas e desafios.
  - As contribuições da Lingüística para a formação dos professores de Português.
  - Desafios e perspectivas para a área de Letras e Lingüística.
  - Conceitos básicos da Teoria da Significação em Hjelmslev.
  - A Lingüística e o ensino de Português.
  - Lingüística e ensino de Português.
  - Lingüística e ensino de Língua Portuguesa.
  - Ethos e discursividade.
  - Lingüística e ensino da Língua Materna.
  - O ensino de Língua Portuguesa.
  - Vozes, corpos e caracteres construídos pela enunciação.
  - Lingüística e ensino de Português.
  - A Língua Portuguesa na mídia.

- 2000
  - Português no vestibular do Itamarati.
  - As modalidades do discurso e o ensino de Português.
  - O problema da enunciação na teoria semiótica.
  - Actorialização e espacialização.
  - Teoria e metodologia nos estudos discursivos de tradição francesa.
  - Para uma história do ensino do Português no Brasil.
  - Modalização: da língua ao discurso.
  - As categorias de pessoa, tempo e espaço e a construção do discurso.
  - Temporalização.
  - Mestrados e doutorados interinstitucionais.
  - Ensino da leitura nos níveis fundamental e médio.
  - Análise do discurso e do texto.
  - Teorias del discurso y enseñanza de la lectura.
  - A imagem do enunciatário na imprensa.
  - Diversidade de situações discursivas e o profissional de Letras.
  - O profissional de Letras e seu papel na humanização do homem.
  - A teoria semiótica e seu papel nos estudos jurídicos.
  - Enunciação e construção do discurso.
  - Projeções da enunciação no enunciado.
  - As perspectivas para o ensino da Língua Portuguesa.
  - Categorias da enunciação e efeitos de sentido.
  - Atores da enunciação e construção do sentido.
  - Graduação, pós-graduação e iniciação científica.
  - A obra de Mikhail Bakhtin.
  - Teoria da enunciação e discurso jurídico.

- 1999
  - A discursivização na arquitetura da Semiótica.
  - Análise do Discurso.
  - O papel da figuratividade no verbal.
  - Categorias da enunciação e efeitos de sentido na narrativa.
  - Desafios e perspectivas da pesquisa em Letras e Lingüística na construção do Mercosul.
  - Teorias do discurso e do texto.
  - As relações entre a pós-graduação e a graduação.
  - Problemas e desafios da área de Letras e Lingüística.
  - Estabilidade e instabilidade dos sentidos: as categorias da enunciação.
  - Leitura e construção de uma visão de mundo.
  - Curso de Letras: desafios e perspectivas para o próximo milênio.

- 1998
  - Política da CAPES para a pós-graduação.
  - Teorias do discurso e do texto e ensino da leitura.
  - Mecanismos intra e interdiscursivos do sentido do texto.
  - A qualidade no Curso de Letras.
  - A graduação em Letras: desafios e perspectivas na atualidade.
  - A pós-graduação em Letras: desafios e perspectivas.
  - Benveniste e a Semiótica.
  - A enunciação: discussão sobre o conceito.
  - Propp e a Semiótica.
  - Discurso e categorias da enunciação.
  - Notas sobre o ensino de Português.
  - O ensino de Língua Portuguesa.
  - Teorias do texto e do discurso.
  - Reflexões sobre os fundamentos do Curso de Letras.
  - Categorias da enunciação e efeitos de sentido na produção dos textos.
  - A obra de A. J. Greimas: Du Sens I e II.
  - As projeções da enunciação no enunciado: actorialização, espacialização e temporalização.
  - Categorias da enunciação e efeitos de sentido.
  - Aperfeiçoamento e amadurecimento: aspectualização temporal e aspectualização actorial. 1998. (apresentação).

- 1997
  - A avaliação da CAPES como instrumento de política científica.
  - Semiótica e livro didático.
  - A dêixis temporal.
  - Uma política científica para a área de Humanidades.
  - A contribuição dos programas de pós-graduação em Letras e Lingüística na melhoria dos cursos de graduação.
  - A pós-graduação em Letras no Brasil: metas, desafios e perspectivas.
  - A avaliação da CAPES na área de Letras e Lingüística.
  - A Semiótica no Brasil.
  - Estesia e literatura.
  - Os mecanismos de produção do sentido do texto.
  - A expressão do tempo em Português.
  - Semiótica e leitura.
  - O ensino da leitura: saber e sabor.
  - Teorias do discurso e ensino da língua materna.

- 1996
  - Embreagem e debreagem no discurso.
  - Critérios de avaliação dos cursos de pós-graduação na área de Letras.
  - Análise do Discurso e ensino do Português.
  - A avaliação da pós-graduação pela CAPES.
  - A avaliação da pós-graduação na área de Letras.
  - A construção do sujeito leitor.
  - Tempo: da língua ao discurso.
  - Teorias do Discurso: a Semiótica francesa.
  - Teorias do Discurso: a Análise do Discurso francesa.
  - Perspectivas da pós-graduação em Letras.

- 1995
  - Bakhtin e o realismo grotesco.
  - Estruturalismo e teoria do discurso.
  - Aspectos interdiscursivos na construção do sentido.
  - La personne en portugais.
  - Le temps: entre la langue et le discours.
  - Théories du discours et enseignement de la lecture et de la rédaction.
  - La personne dédoublée.
  - Teorias do texto e ensino de Português.

- 1994
  - Trabalhando e entendendo textos.
  - Ensino de gramática e trabalho com textos no 1º e 2º graus.
  - Fatores de textualidade: coerência e coesão.
  - Todo professor é professor de leitura.
  - Ensino de texto.
  - Ensino de Língua Portuguesa no 1º e no 2º graus.
  - Ensino de Língua Portuguesa.
  - Semântica estrutural.
  - Estratégias persuasivas do discurso.
  - Mito e linguagem.

- 1993
  - Gramática e texto na escola.
  - Tipologia do texto.
  - O texto figurativo e o texto temático: o trajeto entre a leitura e a produção.
  - A semântica do discurso.
  - Mito e linguagem.
  - Tematização e figurativização.
  - Heterogeneidade e discurso.
  - Argumentação.

- 1992
  - A formação do profissional de Letras na atualidade.
  - Construção do sentido na leitura: perspectiva cultural.
  - Figuras de linguagem.
  - O ensino da leitura.
  - Romênia: formação social e lingüística. 1992. (apresentação).
  - A situação romena no pós-socialismo.
  - O ensino da Língua Portuguesa.
  - Para entender o texto.
  - Análise do Discurso e suas aplicações.
  - A abordagem semiótica do discurso.
  - O socialismo após os recentes acontecimentos no Leste Europeu: o caso romeno.
  - Leitura e produção do texto.

- 1991
  - Metáfora e metonímia: o signo saussuriano.
  - A questão da leitura.
  - O ensino de texto na escola de 2º grau.
  - A questão da leitura na escola.
  - A redação no vestibular.

- 1990
  - Questões do ensino de língua e de literatura.
  - Perspectivas do ensino do Português.
  - Análise do Discurso.
  - Texto: simulacro da realidade.
  - Para entender o texto: leitura e redação.
  - Métodos e técnicas de leitura.
  - Análise do Discurso: fundamentos da leitura.

- 1989
  - Questões fundamentais da Análise do Discurso.
  - Linguagem e ideologia.
  - Análise do discurso e ensino da leitura.

- 1988
  - Leitura interna e externa de textos.

- 1987
  - Problemas de linguagem.

- 1996
  - Filosofia da linguagem.
  - Análise da situação atual da universidade brasileira.
  - O curso de Letras.
  - Literatura e televisão.

- 1985
  - Ensino da Literatura no terceiro grau.
  - Ensino de Português: preocupações e reflexões.
  - Discurso e ideologia.
  - O discurso político brasileiro de 1964 a 1978.
  - Interpretação de textos.
  - Euclides da Cunha e o discurso de Antônio Conselheiro.
  - Literatura e televisão.

- 1984
  - Análise do discurso político.

- 1983
  - O discurso de Antônio Conselheiro.
  - O discurso político.
  - A fábula como modalidade de manifestação do diálogo.

- 1982
  - Redação: produção ou reprodução.
  - A análise do discurso.
  - O discurso político.
  - A linguagem do discurso político.
  - Análise do discurso político.

- 1981
  - A influência dos meios de comunicação de massa sobre o homem.
  - Ciências Humanas e campo de atuação profissional.

- 1980
  - Conceitos básicos de fonologia estrutural.
  - Sistema vocálico do Português.
  - Sistema consonântico do Português.
  - Estrutura da sílaba e acentuação em Português.
  - A influência da televisão na formação da criança e do adolescente.
  - A influência da televisão na formação da crianca e do adolescente.

- 1979
  - Aplicação da semântica greimasiana na análise do discurso literário.